# Sphaerodactylus argus
Espèce
Synonymes
- Sphaerodactylus henriquesi Grant, 1940

Sphaerodactylus argus est une espèce de geckos de la famille des Sphaerodactylidae.

## Répartition
Cette espèce se rencontre :
- en Jamaïque ;
- à Cuba ;
- aux Bahamas ;
- sur l'île de San Andrés en Colombie ;
- dans les îles du Maïs au Nicaragua ;
- au Panama.

Sa présence est incertaine au Costa Rica. Elle a été introduite au Yucatán au Mexique et en Floride aux États-Unis.

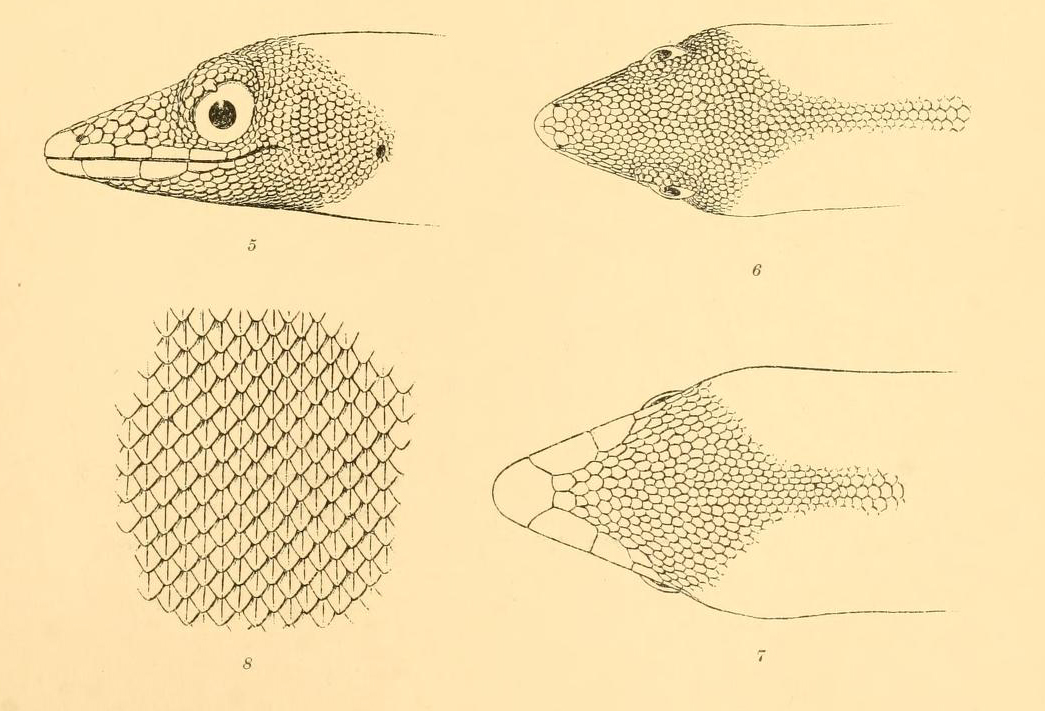

## Liste des sous-espèces
Selon The Reptile Database (15 juin 2012) :
- Sphaerodactylus argus andresensis Dunn & Saxe, 1950
- Sphaerodactylus argus argus Gosse, 1850

## Publications originales
- Gosse, 1850 : Description of a new genus and six new species of saurian reptiles. Annals and magazine of natural history, ser. 2, vol. 6, p. 344-348 (texte intégral).
- Dunn & Saxe, 1950 : Results of the Catherwood-Chaplin West Indies Expedition, 1948. Part. 5. Amphibians and reptiles of San Andrés and Providencia. Proceedings of the Academy of Natural Sciences of Philadelphia, vol. 102, p. 141-165.